# Runcinia johnstoni
Runcinia johnstoni là một loài nhện trong họ Thomisidae.
Loài này thuộc chi Runcinia. Runcinia johnstoni được Roger de Lessert miêu tả năm 1919.